# Édifice de l'Assemblée législative de l'Ontario
L'édifice de l'Assemblée législative de l'Ontario à Toronto en Ontario, abrite l'Assemblée législative de l'Ontario, les bureaux du lieutenant-gouverneur de l'Ontario et les bureaux des députés provinciaux. Le bâtiment est situé à Queen's Park.
Conçu par Richard A. Waite, l'édifice est une structure asymétrique de cinq étages construite dans le style roman richardsonien. L'aile nord de 1909 est construite par l'architecte torontois George Wallace Gouinlock et E.J. Lennox a ajouté deux étages à l'aile ouest,.